# Lagoa do Ouro
Lagoa do Ouro är en kommun i Brasilien.   Den ligger i delstaten Pernambuco, i den östra delen av landet, 1 400 km nordost om huvudstaden Brasília. Antalet invånare är 12 121.
Omgivningarna runt Lagoa do Ouro är huvudsakligen savann. Runt Lagoa do Ouro är det ganska glesbefolkat, med 39 invånare per kvadratkilometer.